# Трешнєвка

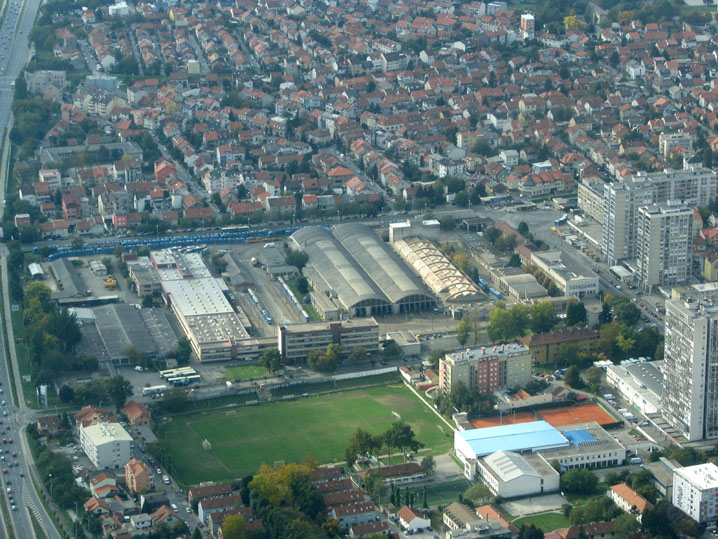
Трамвайне депо на Трешнєвці

Тре́шнєвка (хорв. Trešnjevka) — історичний район у столиці Хорватії місті Загребі, в якому розташований однойменний найбільший ринок у місті. Назва походить від слова «черешня» (хорв. trešnja).
Назва району «Трешнєвка» у вузькому сенсі охоплює вулицю Озальську (Ozaljska), де розташований парк «Стара Трешнєвка» (Stara Trešnjevka), та Трешнєвський ринок, який розмістився на Трешнєвській площі. У більш широкому значенні термін використовують для означення всієї частини міста на південь від залізниці, на захід від Савського шляху і на північ від самої Сави, з невизначеною західною межею. 
Підрайонами Трешнєвки є Стара Трешнєвка, Любляниця, Волтино, Кнежія, Хорвати, Стредняці, Ярун, Стаглище, Гредице, Врбани, Рудеш, Понграчево (Stara Trešnjevka, Ljubljanica, Voltino, Knežija, Horvati, Srednjaci, Jarun, Staglišće, Gredice, Vrbani, Rudeš, Pongračevo) тощо. 
У церковно-адміністративному плані всю територію Трешнєвки охоплює Трешнєвське благочиння. 
За старою управою Загреба, у Трешнєвці була своя громада (Općina Trešnjevka). Згідно з сучасним адмінустроєм міста, історичний район поділяється на райони Трешнєвка-Північ (Trešnjevka-sjever) і Трешнєвка-Південь (Trešnjevka-jug).